# Appels à la destruction d'Israël

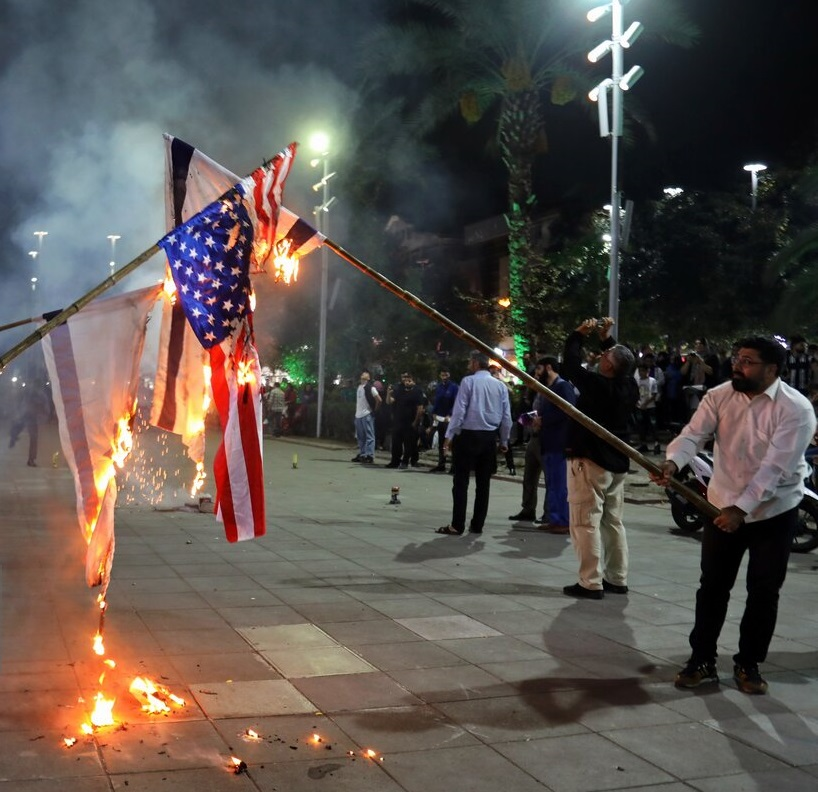
Des drapeaux israéliens et américains brûlés en Iran pendant la guerre à Gaza depuis 2023.

Les appels à la destruction d'Israël correspondent à des propos, déclarations et rhétoriques explicites ou implicites proférés par des individus, des entités politiques et des factions dans les discours nationaliste arabe, nationaliste palestinien, islamistes ou laïcs prônant l’élimination ou l’anéantissement de l’État d'Israël en tant qu'entité politique. Ces appels impliquent souvent l'utilisation d'un langage fort, de menaces génocidaires,, ou de déclarations visant à l’éradication complète d’Israël de la région palestinienne. De tels propos peuvent se manifester dans des déclarations officielles, des conférences, des chartes ou des discours publics, reflétant une position qui nie la légitimité de l'existence d'Israël et cherche à l'éliminer par divers moyens, notamment par une action militaire ou d'autres formes de résistance politique et idéologique,.
L’histoire des appels à la destruction d’Israël trouve ses racines dans le prélude du pays, lors de sa création. Des leaders tels que le diplomate égyptien (en) Azzam Pacha de la Ligue arabe a menacé d'une « guerre d'extermination » dans le cas où un État juif serait créé. Avant la guerre des Six Jours de 1967, un consensus presque unanime s’est produit parmi les nations arabes, visant à l’anéantissement d’Israël. Le président égyptien Gamal Abdel Nasser a réitéré ses appels à l'annihilation de l'existence d'Israël avant le début de la guerre. Des discours contemporains de personnalités politiques de l'Iran, y compris des leaders tels que les présidents Ali Khamenei et Mahmoud Ahmadinejad, continuent de plaider en faveur de la destruction d'Israël, accompagnés de la rhétorique antisémite et de la négation de la Shoah. Les organisations palestiniennes islamistes telles que le Hamas et le Jihad islamique palestinien promeuvent systématiquement l'objectif de l'élimination d'Israël, comme en témoignent leurs chartes, déclarations et actions, telles que l’attaque du Hamas contre Israël en octobre 2023. Les exemples médiatiques et de propagande au sein du discours palestinien contribuent également aux expressions prônant la destruction d’Israël. Le slogan politique « De la rivière à la mer » est lié aux demandes d'un État palestinien et le retrait d'une majorité de sa population juive d'Israël, avec des débats en cours sur ses implications et sa classification potentielle comme antisémite ou discours de haine.
Le conseil de surveillance de Meta Group (société mère qui comprend Facebook, WhatsApp et Instagram) a décidé que l'utilisation indépendante de l'expression « Du fleuve à la mer », un slogan souvent affiché par les utilisateurs en faveur de la Palestine, ne viole pas les règles de l'entreprise. politiques de contenu.
En confirmant les décisions de Meta de maintenir le contenu, la majorité du Conseil a noté que l'expression a des significations multiples et est utilisée par les gens de différentes manières et avec des intentions différentes.

## Cas historiques
Avant et après la création de l'État d'Israël en 1948, les leaders des États arabes et les leaders arabes palestiniens ont exprimé la volonté d’éliminer la nation nouvellement formée. L’historien Benny Morris a décrit ces appels comme reflétant une « mentalité d’expulsion ou d’élimination ». Fin 1947, le roi Ibn Saoud d’Arabie saoudite a échangé avec le président américain Harry Truman : 

« Les Arabes ont définitivement décidé de s'opposer à la création d'un État juif... Même s'il est supposé que les Juifs réussissent à obtenir des soutiens... par leurs moyens oppressifs et tyranniques et leur argent, un tel État doit périr en peu de temps. Les Arabes isoleront cet État du monde et l’assiégeront jusqu’à ce qu’il meure en raison de la famine… Sa fin sera la même que celle des États croisés. »

Vers la même époque, en réponse au rapport de l’UNSCOP, Azzam Pacha, le secrétaire général de la Ligue arabe, a déclaré qu'une guerre avec le projet d'État juif conduirait à « une guerre d'extermination et de massacres mémorables, qui sera évoqué comme le massacre mongol et les croisades ». Ephraïm Karsh et David Barnett ont qualifié cette déclaration de « menace de génocide », tandis que Tom Segev a contesté cette interprétation.

Dans les premiers mois de 1948, Matiel Mughannam, une chrétienne arabe née au Liban et dirigeante de l'Organisation des Femmes arabes, a déclaré : 

« [Un État juif] n'a aucune chance de survivre maintenant que la « Guerre Sainte » a été déclarée. Tous les Juifs finiront par être massacrés. »

Les appels à la destruction d'Israël par les leaders arabes, notamment par le président égyptien Gamal Abdel Nasser, ont été répétés dans le prélude à la guerre des Six Jours de 1967. S’adressant à l’Assemblée générale des Nations unies en septembre 1960, Nasser a déclaré : « La seule solution pour la Palestine est que les choses reviennent à la situation qui prévalait avant que l'erreur ne soit commise, ce qui signifie l'annulation de l'existence d'Israël. » En 1964, il a ajouté : « Nous jurons devant Dieu que nous ne nous reposerons pas tant que nous n'aurons pas restitué la nation arabe à la Palestine et la Palestine à la nation arabe. Il n'existe pas de place pour l'impérialisme et il n'existe pas de place pour la Grande-Bretagne dans notre pays, tout comme il n’existe pas de place pour Israël au sein de la nation Arabe. » En 1965, il a déclaré : « Nous n'entrerons pas en Palestine avec son sol couvert de sable, nous y entrerons avec son sol saturé de sang ».
Les conséquences de la Guerre des Six Jours ont intensifié les sentiments parmi certains groupes palestiniens. Cette période a été marquée par des appels accrus à l’éradication d’Israël dans le cadre de la cause palestinienne. En juillet 1968, des modifications ont été apportées à la Charte nationale palestinienne. L'article 15 de la charte de l'époque stipulait : « La libération de la Palestine... vise l'élimination du sionisme en Palestine ». L’article 22 stipulait que « la libération de la Palestine détruira la présence sioniste et impérialiste et contribuera à l’établissement de la paix au Moyen-Orient ». Jusqu'au début des années 1990, l’Organisation de Libération de la Palestine (OLP) a officiellement poursuivi l’objectif de détruire Israël.

## Dans le discours politique contemporain
Des personnalités et factions politiques au sein du discours islamique, arabe et palestinien ont eu recours à une rhétorique qui inclut des appels explicites ou implicites à la fin de l'existence d'Israël. Certaines idéologies extrémistes, tant à l’intérieur qu’à l’extérieur des territoires palestiniens, ont propagé l’idée d’éliminer Israël dans le cadre de leur programme.

### Iran

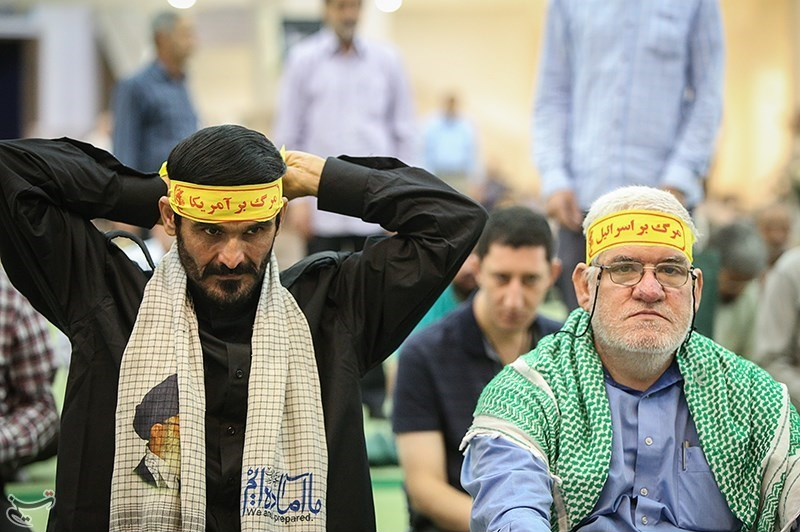
L'homme iranien à droite porte un bandeau sur lequel est écrit « mort à Israël » et Hamid Reza Ahmedabadi à gauche porte un bandeau où figure « mort à l'Amérique ».

Au cours des dernières décennies, des personnalités politiques de la république islamique d'Iran ont toujours plaidé en faveur de la destruction d’Israël, représentant un élément important de leur discours contre la nation. Ce discours englobe également la diabolisation des Juifs, l'utilisation de tropes antisémites, et la négation de la Shoah.
Ali Khamenei, leader suprême de l'Iran, a déclaré en 2000 que « la tumeur cancéreuse appelée Israël doit être déracinée de la région », et, en 2001, que « l’éternel sujet de l’Iran est l’élimination d’Israël de la région »,. En 2013, il a qualifié Israël de pays « voué à l’échec et à l’anéantissement », le considérant comme un « régime illégitime » dirigé par des « chiens enragés intouchables » qui « ne peuvent pas être qualifiés d’êtres humains ». Il a ensuite présenté un plan, composé de neuf points, pour l'élimination d'Israël en 2014.
Mahmoud Ahmadinejad, qui a été président de l'Iran de 2005 à 2013, a toujours appelé à l'élimination d'Israël. Lors d'une conférence de 2005 intitulée « Un monde sans sionisme », il a déclaré : « Notre cher imam (Khomeini) a ordonné que ce régime occupant Jérusalem doit être effacé de l’évolution de l’histoire », et que l’Iran « rayerait Israël de la carte »,,. En 2006, il a déclaré : « Israël se dirige vers l'anéantissement » et dans une autre déclaration : « Le régime sioniste sera anéanti et l'humanité sera libérée ». Des appels similaires ont également été lancés par des membres du Parlement Iranien, des philosophes et des journalistes,.
Lors d'un discours prononcé en mai 2012, le chef d’état-major du ministère Iranien a exprimé l’engagement ferme de la nation Iranienne envers sa cause, qui est l'anéantissement complet d'Israël. Hojjat al-Islam Ali Shirazi, en tant que représentant du Guide suprême ayatollah Ali Khamenei, a affirmé, le 2 octobre 2012, que l’Iran n’avait besoin que de 23 heures pour éliminer Israël. Il a en outre affirmé qu’Israël était sur le point d’être anéanti.

### Hamas

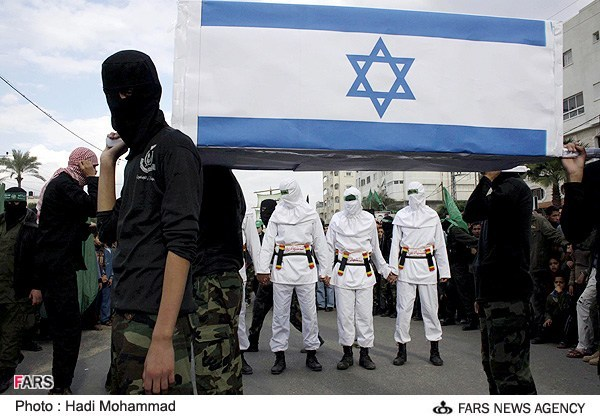
Des membres du Hamas défilent avec un cercueil portant le drapeau israélien. Le Hamas a toujours appelé à la destruction d’Israël et mené des attaques terroristes dans le cadre de ce programme.

Le Hamas, une organisation politique et militaire islamiste palestinienne qui contrôle actuellement la bande de Gaza, a toujours plaidé en faveur de la destruction d’Israël et de l’établissement d’un État islamique sur tout le territoire de la Palestine. La charte du Hamas de 1988 été qualifiée d’antisémite et de génocidaire,. La charte considère les Juifs collectivement, au-delà des Israéliens, responsables de divers problèmes mondiaux, y compris des deux guerres mondiales. Dans le but de modérer la perception du Hamas par l'opinion publique, une charte révisée a été publiée en 2017, maintenant l’objectif d’un État islamique palestinien pour remplacer ce qu’il considère comme un Israël illégal et illégitime.
Des expressions prônant la destruction d’Israël ont été formulées par plusieurs personnalités associées au Hamas. Ahmed Yassine, homme politique et imam palestinien qui a joué un rôle central dans la création du Hamas, a prédit l’anéantissement d’Israël d’ici 2027, en employant le concept islamique traditionnel d’un cycle historique de 40 ans. Yassin a corrélé ces cycles avec des événements significatifs, postulant que le cycle initial a commencé en 1947 avec la partition de la Palestine par l'ONU et conclu avec la Première intifada en 1987. Dans ce cadre, le deuxième cycle devrait aboutir à la destruction d’Israël.
L'imam Khalid Tafish, une personnalité éminente du Hamas à Gaza, a affirmé une croyance dérivée du Coran, soutenant que « les Juifs doivent être détruits deux fois dans des guerres terribles ». Au milieu de la guerre à Gaza depuis 2023, Ghazi Hamad, membre du bureau politique du Hamas, a proclamé que l’attaque surprise du 7 octobre, entraînant la perte de 1 300 vies israéliennes, pour la plupart des civils, n'est que la phase initiale d'une série d'assauts en cours. Hamad a exprimé la volonté de l'organisation d'en supporter les conséquences, soulignant sa détermination à poursuivre ces attaques jusqu'à l'élimination complète d'Israël.
Selon The Economist, faisant référence à la charte du Hamas de 1988 prônant l'éradication d'Israël et à la définition du « génocide » de l'ONU, le Hamas peut être qualifié d'« organisation génocidaire ». Conformément à cette analyse, « les combattants du Hamas qui ont fait irruption en Israël le 7 octobre et tué plus de 1 400 Israéliens (et d’autres nationalités) ont appliqué à la lettre leur loi génocidaire ».

### Hezbollah
De la création du Hezbollah à nos jours,, l'élimination de l'État d'Israël a été l'un des principaux objectifs de ce mouvement libanais. Certaines traductions du manifeste en langue arabe du Hezbollah de 1985 déclarent que « notre lutte ne prendra fin que lorsque cette entité [Israël] sera anéantie ». Selon le vice-général du Hezbollah, Naïm Qassem, la lutte contre Israël est une conviction fondamentale du Hezbollah et la justification centrale de son existence.

### Jihad islamique palestinien
Le Jihad islamique palestinien (JIP) vise explicitement la destruction violente de l’État d’Israël et rejette l’option d’une solution pacifique avec Israël. L'éradication d'Israël est considérée comme une condition préalable essentielle pour relever les défis auxquels le monde musulman est confronté. Le JIP préconise le recours à des groupes de guérilla pour exécuter des attaques terroristes, dans le but d'affaiblir Israël. Il envisage de jeter les bases d'un scénario futur dans lequel une importante armée islamique arabe s'engagerait dans une affrontement militaire pour parvenir à la destruction d'Israël. Le JIP est responsable de certains des attentats-suicides les plus meurtriers en Israël,.

### Al-Qaïda
Al-Qaïda a également appelé à plusieurs reprises à la destruction d'Israël, Oussama Ben Laden affirmant que « la création d’Israël est un crime qui doit être effacé », et que les musulmans ont le devoir religieux de combattre les Juifs en Israël et dans le monde.

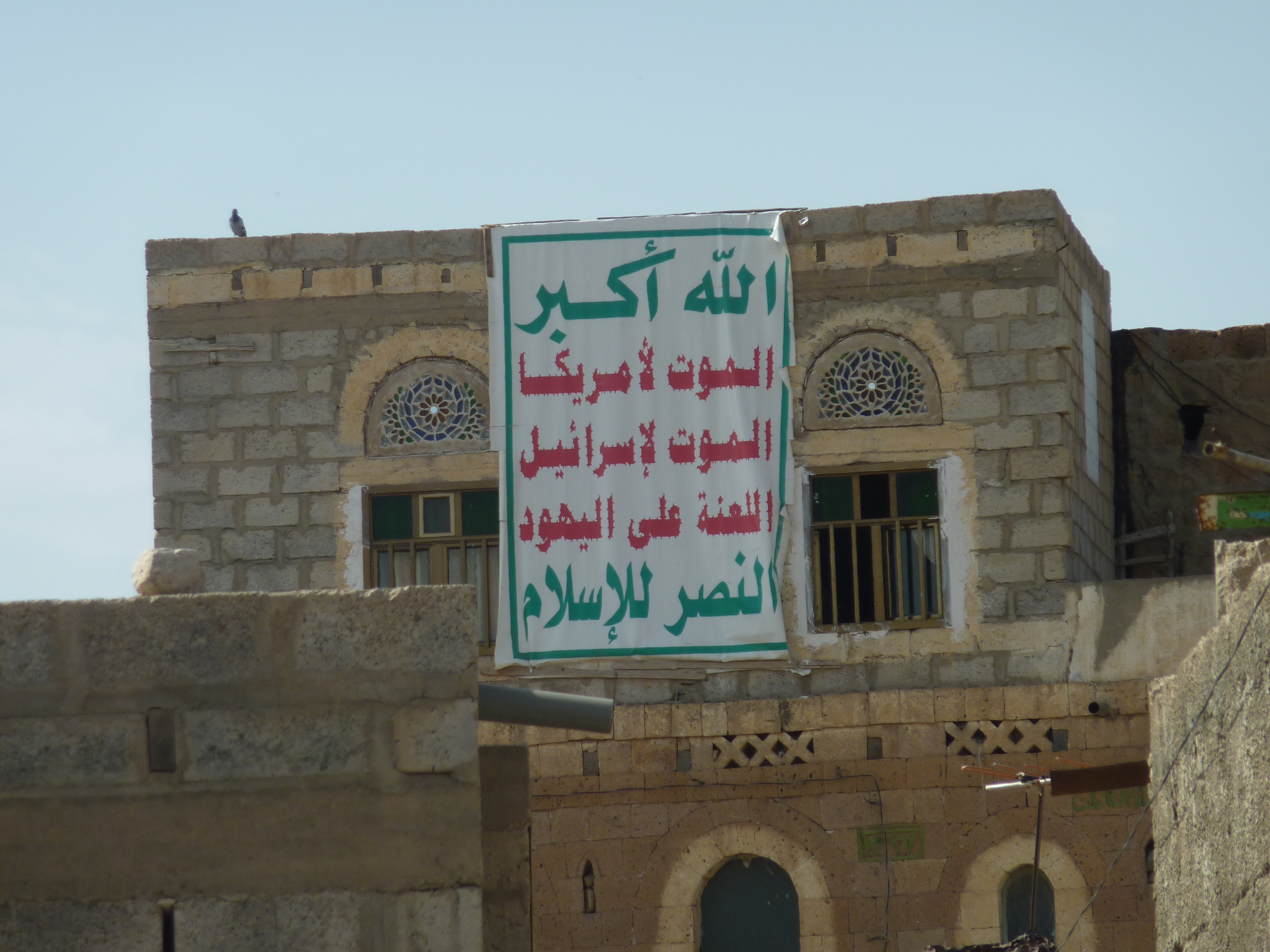
Un panneau Houthi qui dit « Mort à l’Amérique et mort à Israël ».

### Mouvement Houthi
Le slogan du mouvement Houthi, un groupe politique et militant islamiste établi au Yémen, dit : « Dieu est le plus grand, Mort à l'Amérique, Mort à Israël, Malédiction sur les Juifs, Victoire à l’Islam », » Pendant la guerre à Gaza depuis 2023, le mouvement houthi a déclaré son intention de continuer à attaquer l'État hébreu jusqu'à ce qu'il parvienne à la « disparition d'Israël ».

## Expressions dans le discours public

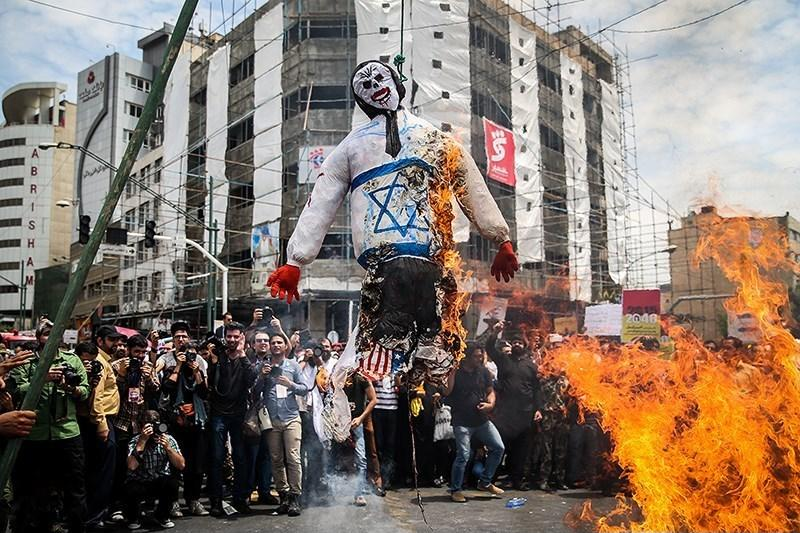
Journée Al-Quds à Téhéran en 2016.

### «Mort à Israël»
Des manifestations anti-israéliennes dans de nombreux pays du Moyen-Orient impliquent fréquemment de brûler des drapeaux israéliens et des chants comme « Mort à Israël » ou « Mort aux infidèles juifs ». Le chant de ce slogan s’est répandu au-delà des pays musulmans. A Paris, des manifestants ont fréquemment hurlé des cris de « mort aux Juifs, mort à Israël ».
Pendant la Journée Al-Quds qui a eu lieu annuellement en Iran et d'autres pays ; de vastes rassemblements et marches se sont tenus, au cours desquels de hauts dirigeants ont effectué des discours qui se traduisent souvent par des chants de « Mort à Israël, Mort à l'Amérique »,. Les drapeaux Israéliens, qu’ils soient peints au sol ou distribués pour que les gens puissent marcher dessus, sont à la fois piétinés et brûlés. De plus, des expositions montrant des maquettes de missiles balistiques présentent des slogans tels que « Mort à Israël »,.

### «De la rivière à la mer»
L'expression « De la rivière à la mer » est un slogan souvent entendu lors des manifestations propalestiniennes. Il symbolise les aspirations nationalistes palestiniennes, couvrant l'étendue géographique du fleuve Jourdain jusqu’à la mer Méditerranée, une zone englobant Israël et les Territoires palestiniens,.
Historiquement associé aux appels à un État palestinien à la place d'Israël et des territoires palestiniens, le slogan pourrait impliquer le remplacement d'Israël, comme l'avait initialement souligné la charte de l'Organisation de libération de la Palestine. Cette position a évolué à la suite des accords d'Oslo durant les années 1990. Des groupes tels que le Hamas et le Jihad islamique palestinien ont utilisé ce slogan pour approuver la destruction d'Israël. Par conséquent, le slogan a été critiqué comme antisémite et comme discours de haine, suscitant des débats et des considérations juridiques concernant sa catégorisation en tant qu’infraction pénale dans certains pays européens.

### «Khaybar Khaybar ya yahud»
« Khaybar, Khaybar, ya yahud ! Jaish Muhammad soufa yaʿoud ! » (arabe : خيبر خيبر يا يهود جيش محمد سوف يعود ; litt.  « Khaybar, Khaybar, oh Juifs ! L'armée de Mahomet va revenir ! ») est un slogan en langue arabe de ralliement faisant référence à la bataille de Khaybar de 628, où Mahomet et son armée ont assiégé Khaybar, une oasis en Arabie saoudite qui abritait une importante communauté juive, avant d'être massacrée, soumise ou réduite à l'esclavage par les musulmans puis expulsée par le deuxième calife Omar,.
Ce slogan est inventé à la fin des années 1980, lors de la Première intifada, par le cheikh Ahmed Yassin, fondateur de l'organisation islamiste palestinienne Hamas,,,.
Le chant a depuis été adopté plus largement par les islamistes, les extrémistes islamiques et les militants anti-israéliens,. L'historienne Lina Murr Nehmé et d'autres observateurs expliquent que l'on emploie ce slogan de nos jours non pas pour des motifs politiques antisionistes mais dans un but ethnico-religieux antijuif, en menaçant de perpétrer un nouveau massacre des Juifs,,. Pour l'ADL américaine, « Invoquer ce slogan aujourd’hui lors d’une telle manifestation transforme de manière problématique le conflit israélo-palestinien complexe en une bataille religieuse entre l’islam et le judaïsme... ce chant peut aujourd’hui être perçu comme une menace de violence armée ou d’expulsion forcée contre les Juifs »
Le slogan a été scandé lors de manifestations extrémistes islamiques et pro-palestiniennes notamment à Jérusalem, en Suède, en Angleterre, en Autriche, en Belgique,,, en France, aux Pays-Bas ou en Australie. Le slogan est employé plus fréquemment pendant les périodes de violence entre Israël et les Palestiniens, comme pendant la crise israélo-palestinienne de 2021 et la guerre à Gaza depuis 2023,. La version utilisée au Liban est Khaybar, Khaybar ya Sahyun, Hizbullah qadimun (« Khaybar, Khaybar, ô Sionistes, le Hezbollah est en route »),,.
Dans certains pays d'Europe, ceux qui ont chanté ce slogan ont fait face à des accusations criminelles, notamment pour incitation à la haine,. La présidente de l'Union nationale des étudiants (NUS) de Grande-Bretagne a démissionné de son poste en 2022, après une controverse sur des allégations d'antisémitisme, notamment son utilisation de l'expression « Khaybar Khaybar Ô Juifs… l'armée de Mahomet reviendra à Gaza ». En 2003, un terroriste indonésien impliqué dans les attentats à la bombe de Bali en 2002, a crié ce slogan avant d'être condamné à mort en 2003 par un tribunal de Bali.

## Analyse
Irwin Cotler a inventé l'expression « antisémitisme génocidaire » pour décrire les appels publics et les incitations à détruire Israël. Cela inclut l’antisémitisme génocidaire sanctionné par l’État dans l’Iran d’Ahmadinejad, où la promotion officielle des sentiments anti-israéliens implique le défilé de missiles.
Une deuxième manifestation implique les idéologies de groupes comme le Hamas, le Jihad islamique palestinien, le Hezbollah et Al-Qaïda, plaidant pour la destruction d'Israël et approuvant les actes de terreur pour atteindre cet objectif. La dernière manifestation est visible dans les fatwas religieuses et les ordres d’exécution qui présentent les appels au génocide contre les Juifs comme des « obligations religieuses », décrivant Israël comme un ennemi collectif.